# Estanislao D'Angelo
Estanislao D'Angelo y Muñoz (nacido en Sevilla en 1866) fue un político liberal español, diputado en Cortes durante el reinado de Alfonso XIII.

## Biografía
Nacido en 1866 en Sevilla, fue concejal del Ayuntamiento de Sevilla en 1895. También fue abogado y catedrático. Liberal borbollista y posteriormente albista, fue elegido diputado a Cortes por Sevilla en los comicios de 1905, 1907, 1910, 1914, 1916, 1918 y 
1919. Ejerció interinamente de ministro de Fomento entre el 14 y el 19 de mayo de 1917, sustituyendo al titular, Martín de Rosales, el duque de Almodóvar del Valle, en un gobierno García Prieto.